# دافيت ياشفيلي
دافيت ياشفيلي (بالأوكرانية: Іашвілі Давіт Михайлович)‏ هو لاعب كرة قدم أوكراني في مركز الدفاع، ولد في 1 سبتمبر 1992 في تبليسي في جورجيا. شارك مع منتخب أوكرانيا تحت 21 سنة لكرة القدم. أما مع النوادي، فقد لعب مع دينامو كييف.

## وصلات خارجية
- دافيت ياشفيلي على موقع اتحاد أوكرانيا (الإنجليزية)
- دافيت ياشفيلي على موقع قاعدة بيانات كرة القدم.إي يو (الإنجليزية)
- دافيت ياشفيلي على موقع Soccerway.com (الإنجليزية)